# Push e-mail
Push e-mail – technika wykorzystywana przez systemy poczty elektronicznej, która pozwala na natychmiastowe przesyłanie wiadomości e-mail z serwera do programu pocztowego (najczęściej jest to program stosowany na urządzeniach przenośnych w tym telefony, rzadziej stacjonarny komputer).
Użytkownik otrzymuje e-mail podobnie jak SMS od razu, gdyż serwer sam "wypycha" (stąd "push") pocztę do odbiorcy. Posiadacz programu pocztowego otrzymuje wiadomości w zasadzie w tym samym momencie, gdy tylko pojawią się na serwerze. Tak serwer jak i klient muszą posiadać wbudowaną obsługę trybu push.
Push email nie jest jednym znormalizowanym standardem. Firmy wykorzystujące tę technikę często realizują ją na różne sposoby za pomocą własnych standardów i protokołów. Przodownikiem w tej dziedzinie była firma Research In Motion wraz ze swoimi telefonami BlackBerry.

## Różnice między push a pull e-mail
Systemy typu pull (z ang. pull – ciągnąć) działają na zasadzie zapytań wysyłanych przez klienta poczty. Zapytania przesyłane są za pomocą protokołów typu polling np. POP3. Serwer przesyła odpowiedź twierdzącą bądź przeczącą. W przypadku odpowiedzi twierdzącej klient ściąga tę wiadomość. Różnica polega na tym iż w przypadku techniki push wiadomość zostanie wysłana do klienta w niedługim czasie po otrzymaniu wiadomości przez serwer, bez potrzeby dokonania zapytań ze strony klienta.

## Zastosowanie w telefonii komórkowej
Pierwszymi telefonami korzystającymi z usługi push email były terminale BlackBerry firmy Research In Motion. W Japonii "push email" stał się standardem w telefonach od 2000 roku.
Technologia push w przypadku urządzeń mobilnych wyróżnia się oszczędnością w przesyle danych. Najczęściej nie jest przesyłana pełna treść wiadomości a jedynie sam jej nagłówek. Dopiero w momencie kiedy użytkownik pragnie odczytać wiadomość, zostanie ona ściągnięta na urządzenie. Załączniki do wiadomości również są ściągane dopiero po akceptacji użytkownika.
Urządzenia wykorzystujące technikę push e-mail
Apple – Apple iPhone, iPod Touch oraz iPad obsługują Yahoo!Push email, Hotmail push email, Gmail Push Email (przez Google Sync) oraz platformę Microsoft Exchange ActiveSync.
Google Android – system posiada wbudowanego klienta Gmail, który wykorzystuje technikę push za pomocą usługi Google Sync. Android natywnie obsługuje również konta Microsoft Exchange przez wbudowaną standardową aplikację.
Telefony RIM BlackBerry – firma Research In Motion jako jedyna obsługuje wszystkie konta email bez korzystania z aplikacji firm trzecich. BlackBerry Enterprise Server (BES) monitoruje serwery poczty i w momencie zauważenia nowej wiadomości pobiera ją, a następnie przesyła na dedykowane terminale kopie wiadomości za pomocą dostępnych sieci bezprzewodowych. Oryginał wiadomości zostaje na firmowym serwerze.
Palm OS – smartfony firmy Palm posiadają IMAP IDLE dostępne przez zewnętrzną aplikację ChatterEmail. Nie jest wymagany dodatkowy serwer aplikacji.
Palm webOS – posiada push email dla Gmail, IMAP oraz konta Exchange.
Nokia Mail for Exchange – Smartfony Nokii z serii E, wybrane modele serii N oraz nowsze smartfony z systemem S60 oraz symbian 3 obsługują oprogramowanie Exchange kompatybilne z Microsoft Exchange Server ActiveSync oraz Direct Push, pozwalając urządzeniom Nokii na otrzymywanie wiadomości email w trybie push, jak również synchronizację kontaktów, kalendarzy oraz innych zadań.
Nokia Messaging – jest usługą typu push email, która obsługuje najwięcej popularnych dostawców poczty jak Windows Live Hotmail, Yahoo!Mail, Gmail i wiele innych. Serwery Nokii pobierają wiadomości z maksymalnie dziesięciu kont i przesyła je w trybie push na zgodne urządzenia.
Microsoft Mobile oraz Windows Phone – Microsoft zaczął oferować informowanie na żywo o nowych wiadomościach w Windows Mobile 2003. Usługa polegała na wysłaniu wiadomości SMS w momencie gdy nowa wiadomość email dotarła na serwer pocztowy. Kolejnym etapem była technika long pooling, zastąpiona na końcu technologią "Direct Push" wbudowaną w Microsoft Exchange 2003 SP2. Telefon komórkowy korzystający z Windows Mobile 5 jest skonfigurowany na pytanie serwera poczty co 30 minut. Jeśli w tym czasie nadejdzie nowa wiadomość, serwer poinformuje o tym urządzenie, które zacznie ściągać wiadomość za pomocą dostępnej sieci bezprzewodowej.
BlacMail – jest to rozwiązanie typu push, które obsługuje większe publiczne systemy e-mail. i skierowane jest dla telefonów rynku masowego. Rozwiązanie jest unikalne w tym że pojedynczy klient obsługuje obie metody transmisji SMS oraz GPRS jako nośniki danych. Są to ważne atrybuty w szybszym rozwoju rynków mobilnych takich jak np. Indie.
Inne mobilne rozwiązania: Emoze, NotifyLink, Mobiquus, SEVEN Networks, Atmail, Good Technology, Synchronica.